# Metrobatopsis
Metrobatopsis is een geslacht van wantsen uit de familie van de Gerridae (schaatsenrijders). Het geslacht werd voor het eerst wetenschappelijk beschreven door Teiso Esaki in 1926.

## Soorten
Het genus bevat de volgende soorten:

- Metrobatopsis browni J. Polhemus & D. Polhemus, 1993
- Metrobatopsis flavonotatus Esaki, 1926
- Metrobatopsis insularis J. Polhemus & D. Polhemus, 1993
- Metrobatopsis lannae J. Polhemus & D. Polhemus, 1993
- Metrobatopsis mussau J. Polhemus & D. Polhemus, 1993
- Metrobatopsis solomonensis Hungerford & Matsuda, 1959